# Rozhraní (informatika)
Rozhraní (anglicky interface, případně počeštěně interfejs) označuje v informatice zařízení, program nebo formát, zajišťující správnou komunikaci a přenos dat mezi odlišnými zařízeními nebo programy. Podle toho, zda je rozhraní součástí počítačového hardwaru, nebo softwaru, mluvíme o hardwarovém nebo softwarovém rozhraní.
- Hardwarovým rozhraním může být
  - počítačová síť
  - sběrnice
  - styčný prvek nebo jednotný formát styku mezi vstupně výstupními zařízeními
- Softwarovým rozhraním může být
  - rozhraní pro programování aplikací (API)
  - komunikační protokol mezi programy
  - programová konstrukce (interface)
- Uživatelské rozhraní
  - grafické uživatelské rozhraní – nejrozšířenější rozhraní pro desktop
  - textové uživatelské rozhraní – menu s tlačítky, ovládání klávesnicí a myší
  - příkazový řádek – příkazy se zadávají zápisem pomocí klávesnice
  - braillský řádek – zařízení pro převod textu do slepeckého písma